# Copa Xunta de Galicia de fútbol sala
La Copa Galicia de Fútbol sala es una competición autonómica organizada por la RFGF vigente desde el año 1990, coincidiendo con el inicio de la División de Honor. 

## Finales
| Temporada | Sede                        | Campeón                | Subcampeón              |
| 1990–91   | Pontevedra                  | Leis Pontevedra FS     | O.N.C.E.                |
| 1991–92   | Puenteareas                 | Leis Pontevedra FS     | Grúas Otero             |
| 1992–93   | Verín                       | Leis Pontevedra FS     | Rías Baixas FS          |
| 1993–94   | Cedeira                     | Rías Baixas FS         | Leis Pontevedra FS      |
| 1994–95   | Ortigueira                  | Egasa A Coruña FS      | Rías Baixas FS          |
| 1995–96   | Ribadeo                     | Hotel Villamartín      | O Parrulo Ferrol        |
| 1996–97   | La Coruña                   | Rías Baixas FS         | O Parrulo Ferrol        |
| 1997–98   | Burela                      | Ourense FS             | Lobelle de Santiago     |
| 1998–99   | Betanzos                    | Azkar Lugo FS          | O Parrulo Ferrol        |
| 1999–00   | Puentes de García Rodríguez | Ourense FS             | O Parrulo Ferrol        |
| 2000–01   | Orense                      | Ourense FS             | O Parrulo Ferrol        |
| 2001–02   | Vivero                      | Puerto Celeiro Viveiro | Azkar Lugo FS           |
| 2002–03   | La Coruña                   | Azkar Lugo FS          | O Parrulo Ferrol        |
| 2003–04   | Santiago de Compostela      | Azkar Lugo FS          | Muebles Caloto          |
| 2004–05   | Pontevedra                  | O Parrulo Ferrol       | Lobelle de Santiago     |
| 2005–06   | Pontevedra                  | Lobelle de Santiago    | Azkar Lugo FS           |
| 2006–07   | Burela                      | Azkar Lugo FS          | Lobelle de Santiago     |
| 2007–08   | -                           | -                      | -                       |
| 2008–09   | Lugo                        | Lobelle de Santiago    | Burela Pescados Rubén   |
| 2009–10   | Carballino                  | Lobelle de Santiago    | Azkar Lugo FS           |
| 2010–11   | Lalín                       | Lobelle de Santiago    | Azkar Lugo FS           |
| 2011–12   | Puenteareas                 | Lobelle de Santiago    | Cidade de Narón         |
| 2012–13   | Sarria                      | Azkar Lugo FS          | Santiago Futsal         |
| 2013–14   | Ferrol                      | Santiago Futsal        | Burela Pescados Rubén   |
| 2014–15   | Puentes de García Rodríguez | O Parrulo Ferrol       | Santiago Futsal         |
| 2015–16   | Santiago de Compostela      | Santiago Futsal        | Burela Pescados Rubén   |
| 2016–17   | Pontevedra                  | Santiago Futsal        | Burela Pescados Rubén   |
| 2017–18   | Ferrol                      | Burela Pescados Rubén  | Santiago Futsal         |
| 2018–19   | Puentes de García Rodríguez | O Parrulo Ferrol       | Burela Pescados Rubén   |
| 2019–20   | Narón                       | Burela Pescados Rubén  | Noia Fútbol Sala        |
| 2020–21   | No se disputó               |                        |                         |
| 2021–22   | Marín                       | Noia Portus Apostoli   | O Parrulo Ferrol        |
| 2022–23   | Noia                        | Noia Portus Apostoli   | Lugo Sala               |
| 2023–24   | Noia                        | Noia Portus Apostoli   | O Parrulo Ferrol        |
| 2024–25   | Lugo                        | Noia Portus Apostoli   | Stellae Leis Pontevedra |

## Campeones
| Equipo                 | Campeón | Subcampeón | Títulos                                                                |
| ---------------------- | ------- | ---------- | ---------------------------------------------------------------------- |
| Santiago Futsal        | 8       | 6          | 2005–06, 2008–09, 2009–10, 2010–11, 2011–12, 2013–14, 2015–16, 2016–17 |
| Prone Lugo             | 5       | 4          | 1998–99, 2002–03, 2003–04, 2006–07, 2012–13                            |
| Noia Fútbol Sala       | 4       | 1          | 2021–22, 2022–23, 2023–24, 2024-25                                     |
| O Parrulo Ferrol       | 3       | 7          | 2004–05, 2014–15, 2018-19                                              |
| Leis Pontevedra        | 3       | 1          | 1990–91, 1991–92, 1992–93                                              |
| Ourense F.S.           | 3       | 0          | 1997–98, 1999–00, 2000–01                                              |
| Burela Pescados Rubén  | 2       | 5          | 2017–18, 2019–20                                                       |
| Rías Baixas F.S.       | 2       | 2          | 1993–94, 1996–97                                                       |
| Egasa La Coruña F.S.   | 1       | 0          | 1994–95                                                                |
| Hotel Villamartín      | 1       | 0          | 1995–96                                                                |
| Puerto Celeiro Viveiro | 1       | 0          | 2001–02                                                                |
| Grúas Otero            | 0       | 1          |                                                                        |
| Muebles Caloto         | 0       | 1          |                                                                        |
| O.N.C.E.               | 0       | 1          |                                                                        |